# Bourbon–Szicíliai Mária Terézia magyar királyné
Mária Terézia (németül: Maria Teresa von Sizilien; Nápoly, Nápolyi Királyság, 1772. június 6. – Bécs, Ausztria, 1807. április 13.), házassága révén 1792-től a Szent Római Birodalom utolsó, egyúttal Ausztria első császárnéja, valamint Magyarország és Csehország királynéja 1807-ben bekövetkezett haláláig I. Ferenc császár és király feleségeként.
A hercegnő IV. Ferdinánd nápolyi király és Mária Karolina királyné legidősebb leánya, Mária Terézia császárné unokája volt. 1790 augusztusában házasodott össze unokatestvérével, az osztrák trónörökössel, Ferenc főherceggel, akinek ez volt a második házassága. Boldognak tartott kapcsolatukból összesen tizenkét gyermek született, köztük Mária Lujza, Napóleon császár felesége, továbbá I. Ferdinánd osztrák császár, valamint Ferenc Károly főherceg, I. Ferenc József édesapja is.

## Életrajza

### Ifjúkora

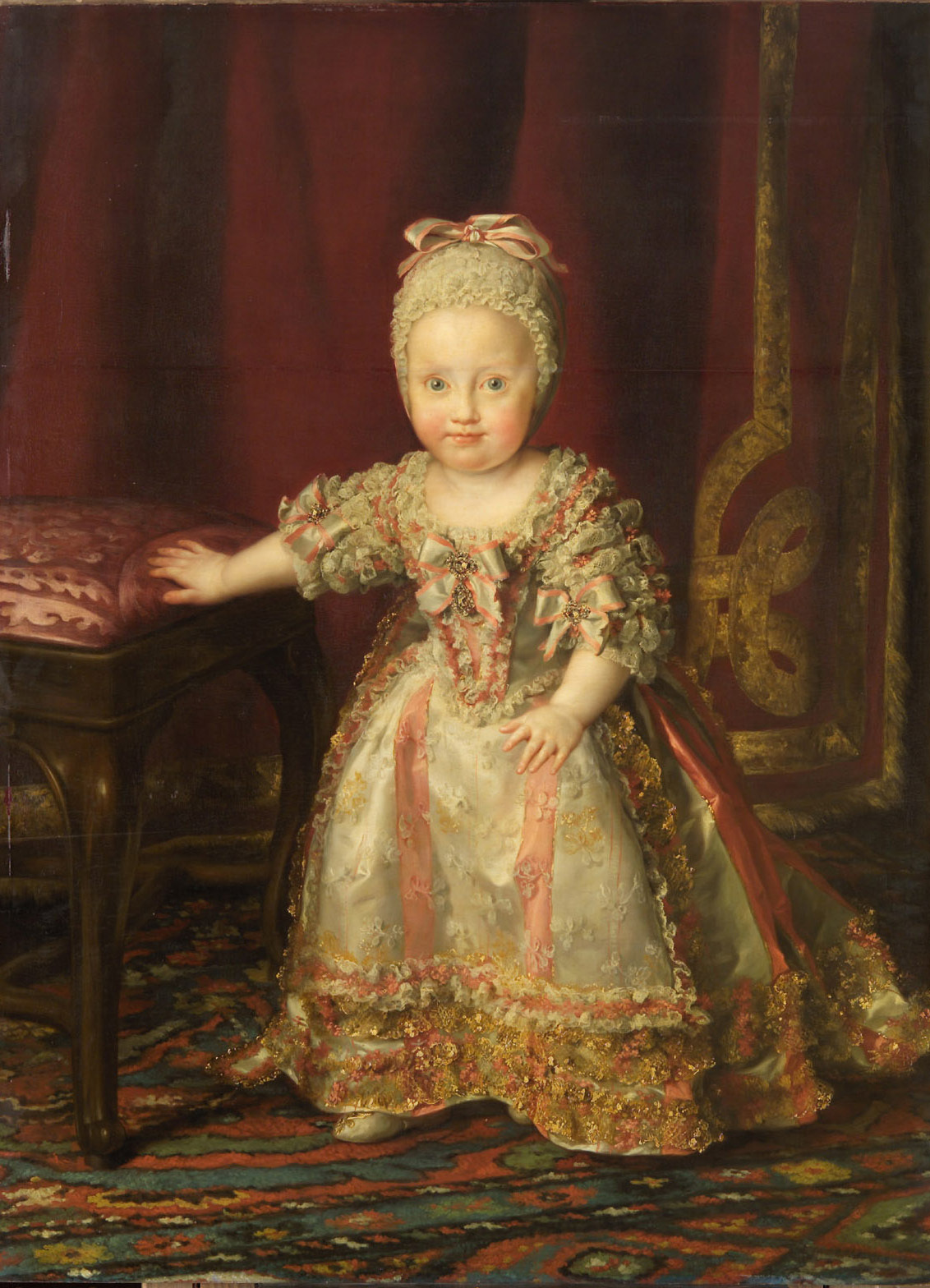
A kisgyermek Mária Terézia 1773-ban Anton Raphael Mengs festőművész portréján (Bécsi Szépművészeti Múzeum)

Mária Terézia Karolina Jozefina, franciául: Marie Thérèse Caroline Joséphine néven született 1772. június 6-án a nápolyi királyi palotában. Ő volt IV. Ferdinánd nápolyi király (III. Ferdinánd néven szicíliai király is volt) és Ausztriai Mária Karolina királyné elsőszülött gyermeke. Kezdettől fogva édesanyja legkedvesebb gyermeke volt, akit anyai nagyanyjáról, Mária Terézia császárnéról neveztek el. Szüleinek további tizenhét gyermeke született 1793-ig bezárólag. Legfiatalabb, felnőttkort is megért öccse, Lipót herceg 1792 júliusában született, Mária Terézia húsz esztendős korában.
A hercegnő édesanyja felügyelete alatt gondos neveltetésben részesült, a kor szokásai szerint franciául társalgott, továbbá németül és olaszul is tanult, emellett matematikából, földrajzból és teológiából oktatták, valamint a zene, a tánc és rajz is a tananyaga része lett. Nagynénje, Mária Krisztina és férje, a Tescheni herceg 1775–76-os nápolyi látogatásuk során az akkor négy esztendős Mária Teréziát jól nevelt és koraérett kisgyermekként jellemezték.
Amikor 1790 áprilisában első gyermeke születése következtében elhunyt Württembergi Erzsébet, Ferenc főhercegnek, a Szent Római Birodalom várományosának felesége, a trónöröklés folytonosságának biztosítása érdekében mielőbbi újabb frigy megkötésére törekedtek. A Habsburg–Bourbon-házak érdekeit szem előtt tartó házassági politikának megfelelően a Nápolyi Királyság uralkodójának leányaira esett a választás, mivel anyjuk révén Habsburg-vér is csörgedezett ereikben. A trónörökös új feleségeként Mária Terézia mellett felmerült még legidősebb húga, Lujza hercegnő neve is. A választás végül Mária Teréziára esett, míg Lujza Ferdinánd főherceg menyasszonya lett, aki Ferenc öccse volt, emellett a hercegnők testvérének, a nápolyi trónörökösnek, Calabria hercegének jegyese Ferenc és Ferdinánd húga, Mária Klementina főhercegnő lett.

### Házassága és családja

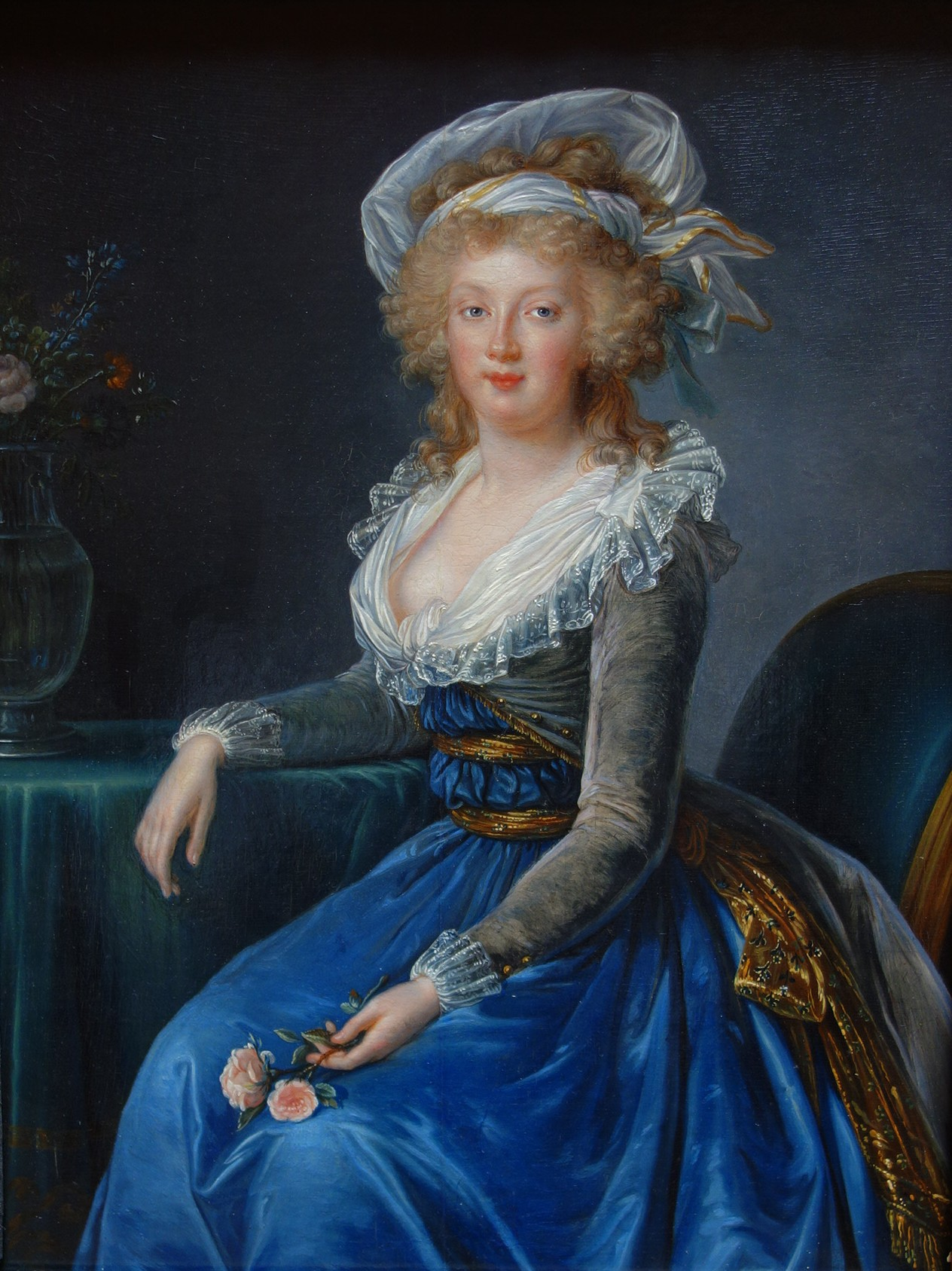
Mária Terézia portréja Élisabeth Vigée Le Brun 1790 utáni munkáján (Capodimonte-palota, Nápoly)

Nápolyban, 1790. augusztus 15-én megtartották a per procura esküvőt, ahol az osztrák főhercegeket távollétükben a nápolyi trónörökös képviselte. Augusztus 20-án aztán a hercegnők királyi szüleik és kíséretükkel együtt elindultak a császárvárosba: hajóval Fiume érintésével Triesztbe mentek, majd onnan szeptember 17-én érkeztek meg Bécsbe. Végül a bécsi Ágoston-rendiek templomában szeptember 19-én, tizennyolc esztendős korában Mária Terézia feleségül ment Ferenc főherceghez – húga, Lujza ezzel egyidőben pedig Ferdinándhoz. A főhercegek apja II. Lipót német-római császár volt, aki a gyermektelen II. József császárt követte a trónon.

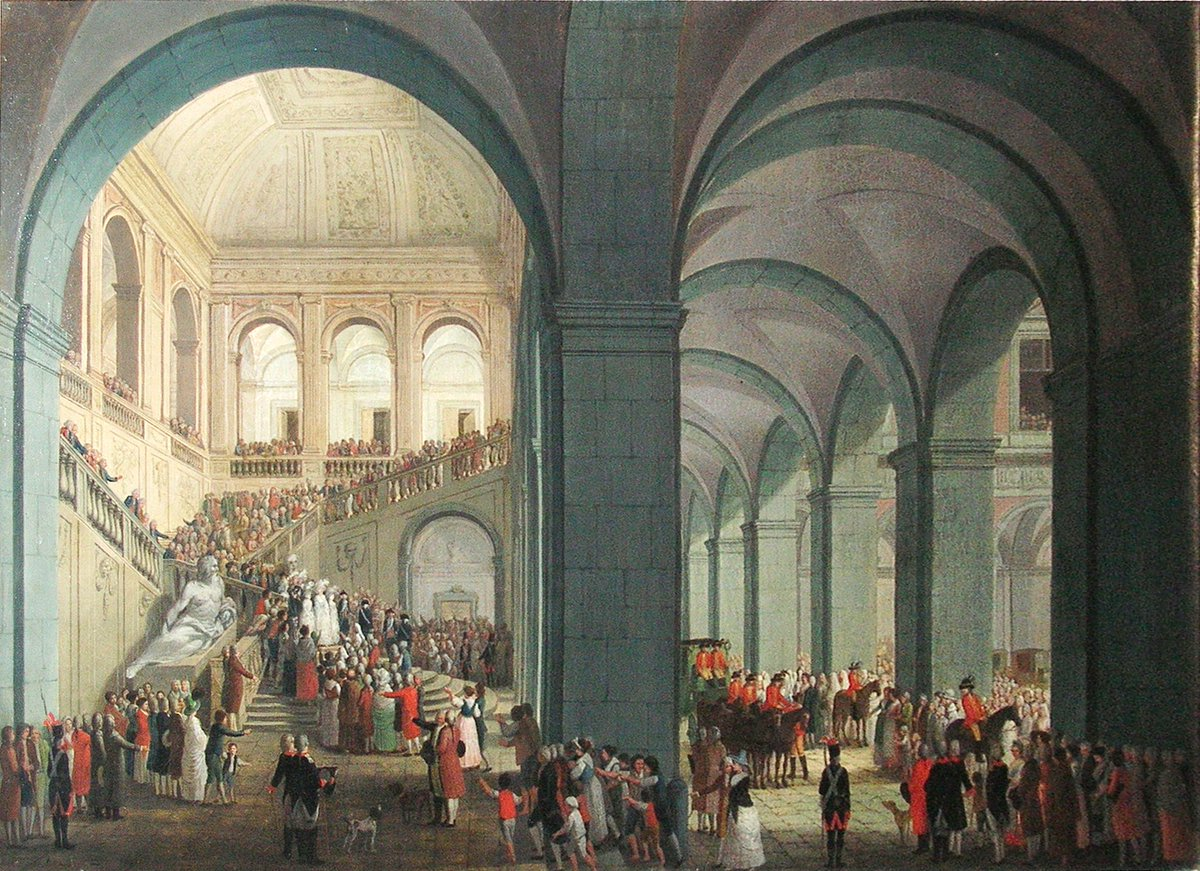
A nápolyi királyi palota nagy lépcsőháza Mária Terézia és Lujza hercegnő esküvője alkalmával 1790 augusztusában

Apósa, Lipót német-római uralkodása azonban nem volt hosszúéletű: 1790. március 1-jén betegség következtében váratlanul elhunyt. Trónjai legidősebb fiára szálltak, aki II. Ferenc néven lett német-római császár. Ezzel Mária Terézia a Szent Római Birodalom császárnéja lett. Magyarország királynéjává 1792. június 6-án koronázták Budán, a Mária Magdolna-templomban. 1804-ben új titulust is kapott: Ausztria császárnéja lett. 1806-ban végleg felbomlott a Német-római Birodalom, így Mária Terézia volt az utolsó német-római, és az első osztrák császárné.

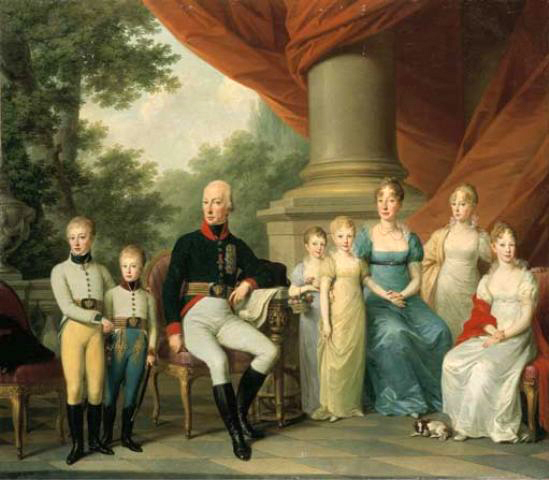
A császári család (balról jobbra haladva): József Ferenc és Ferenc Károly főhercegek, mellettük apjuk, Ferenc császár, Mária Anna és Karolina Ferdinanda főhercegnők, mellettük kékben édesanyjuk, Mária Terézia császárné, valamint Mária Klementina és Mária Leopoldina főhercegnők

Férjével való házassága a kölcsönös megértésen alapult és a kortárs beszámolók alapján boldognak bizonyult. A pár között csekély, négy évnyi korkülönbség volt, ugyanakkor mind apai, mind anyai ágról elsőfokú unokatestvérek voltak. Mária Terézia élénk kék szemű, szőke, kecses megjelenésű volt, akit határozott személyiségűnek és szenvedélyesnek írnak le, míg férje melankóliára hajlamos, visszahúzódó és kötelességtudó ember volt. A személyiségbéli különbségek ellenére a beszámolók alapján jól megértették egymást és boldogok voltak. A császárné könnyedén alkalmazkodott bécsi otthonához, nem szenvedett honvágytól. Kedvelte az udvari ünnepségeket, jelmezbálokat, hangversenyeket, valamint szeretett táncolni – különösen a keringőt kedvelte. Hedvig holstein–gottorpi hercegnő 1798–99-es bécsi látogatása során úgy emlékezett meg a császárnéról ismertté vált naplójában, mint aki nagyon féltékeny férjére, és akit „az ördögi nyelvek azzal vádolják, hogy olyan szenvedélyes, hogy kimeríti hitvesét, és egy pillanatra sem hagyja magára”.
A császári párnak összesen tizenkét gyermeke született. Elsőszülöttjük, Mária Lujza főhercegnő 1791. december 12-én látta meg a napvilágot. Őt Ferdinánd trónörökös követte 1793-ban, majd Mária Karolina 1794-ben, Karolina Ludovika egy évvel később, majd Mária Leopoldina 1797-ben, Mária Klementina 1798-ban, József Ferenc 1799-ben, Karolina Ferdinanda 1801-ben, Ferenc Károly 1802-ben, majd Mária Anna 1804-ben, végül János Nepomuk 1805-ben és Amália Terézia 1807-ben. Gyermekeik közül heten élték meg a felnőttkort. Mária Teréziával biedermeier légkör nyert teret a Hofburgban, ennek szellemében a császárné szigorú anyai szeretettel vette körül gyermekeit, nagy gondoskodást fordítva családjára, különösen a kis főhercegek és főhercegnők neveltetésére.

### Későbbi élete
Mária Teréziát érdekelték az államügyek, császárnéként befolyást gyakorolt férjére, aki mellett tanácsadóként jelent meg. Feltehetően az ő kezdeményezésére bocsájtották el a két jelentős befolyással bíró vezetőt, Johann Baptist von Schloissnigg bárót, kormánytanácsost és Franz Colloredo grófot, a birodalmi udvari kancellária vezetőjét. A napóleoni háborúk alatt a császárné erősen franciaellenes álláspontot képviselt, bíztatva férjét, hogy merjen szembe menni a francia császárral.
1792 és 1807 között a Gonzaga Eleonóra Magdolna által alapított Csillagkeresztes Rend védnökasszonya volt, ami a katolikus, jótékonykodó nemes asszonyok kitüntetése és szervezete. A császárné a bécsi klasszikus zene jelentős mecénása is volt. Az ő felkérésére komponálta Joseph Haydn a Te Deum feldolgozását. A művet először a kismartoni Esterházy-kastélyban játszották Nelson admirális érkezésének tiszteletére. Mária Terézia kedvenc zeneszerzői közé tartozott Haydn és Beethoven mellett a cseh Paul Wranitzky és az osztrák Joseph von Eybler. A császárné maga is játszott nagybőgőn, emellett gyakran hallatta kellemesnek mondott énekhangját is.
1806 telén Mária Terézia tizenkettedik gyermekével várandósan tébécés mellhártyagyulladást kapott, amit orvosa, Joseph Andreas von Stifft érvágással kezelt – eredménytelenül. A legyengült császárné 1807. április 6-án idő előtt adott életet egy leánynak, akit Amália Teréziának kereszteltek, a koraszülött azonban mindössze három napot élt. A császárné egy héttel később, április 13-án gyermekágyi láz következtében maga is elhunyt a Hofburgban, életének harmincnegyedik évében. Férjét nagyon mélyen érintette halála. Két hónappal később nyolc éves fiuk, József Ferenc is követte édesanyját a halálba. Mária Teréziét a Habsburg-ház hagyományos temetkezési helyén, a bécsi császári kriptában temették el. A császárné egyike lett azon kevés személyeknek, akinek a holttestét a Habsburgok mindhárom hagyományos bécsi temetkezési helye (császári kripta, szívkripta, hercegi kripta) között osztották szét. Ferenc császár később politikai okokból harmadjára is megnősült: másik unokatestvérét, a Habsburg-ház estei ágából való Mária Ludovikát vette feleségül. Gyermekei azonban sem harmadik, sem negyedik, Karolina Augusztával való házasságából nem származtak.